# چنگکو، یانگکوان
چنگکو (به لاتین: Chengqu) یک منطقهٔ مسکونی در چین است که در یانگکوان واقع شده‌است. چنگکو ۱۹٫۲۸ کیلومتر مربع مساحت و ۲۲۵٬۴۴۳ نفر جمعیت دارد.